# Łazar Wynnyczuk
Łazar Wynnyczuk (ur. 1 grudnia 1849 w Uhrynowie, zm. w 1919 w Tyśmienicy) – ukraiński działacz ludowy w Galicji, wójt, pedagog, poseł do Sejmu Krajowego Galicji VII, IX i X (otrzymał 211 z 222 głoswó wyborców) kadencji.
W wyborach do Sejmu Krajowego wybierany z okręgu nr 28 Stanisławów. W latach 1918-1919 delegat do Ukraińskiej Rady Narodowej ZURL.